# Gonomyia gracilistylus
Gonomyia gracilistylus là một loài ruồi trong họ Limoniidae. Chúng phân bố ở miền Cổ bắc.